# Mistrzostwa Azji Juniorów w Lekkoatletyce 2014
16. Mistrzostwa Azji Juniorów w Lekkoatletyce – międzynarodowe zawody lekkoatletyczne dla sportowców do lat 20, które odbyły się  między 12 i 15 czerwca 2014 w Tajpej w Republice Chińskiej.

## Rezultaty

### Mężczyźni
| Konkurencja:                           | 1. miejsce                                                                                     | Rezultat  | 2. miejsce                                                                               | Rezultat  | 3. miejsce | Rezultat    |
| Bieg na 100 m                          | Takuya Kawakami                                                                                | 10,47     | Himasha Eashan                                                                           | 10,49     | Mohamed Hussein Abaraghi                                                                                        | 10,50       |
| Bieg na 200 m                          | Mohamed Hussein Abaraghi                                                                       | 20,69     | Liang Jingsheng                                                                          | 20,96     | Katsumi Hiyoshi                                                                                                 | 21,05       |
| Bieg na 400 m                          | Mohammad Nasser Abbas                                                                          | 47,31     | Mazen Al-Yassin                                                                          | 47,40     | Ali Rohani | 47,50       |
| Bieg na 800 m                          | Mohamed El Nour Mohamed                                                                        | 1:52,73   | Gao Dongxu                                                                               | 1:53,25   | Mustafa El-Elayawi                                                                                              | 1:53,31     |
| Bieg na 1500 m                         | Youssef Idriss Moussa                                                                          | 3:53,36   | Abubaker Haydar Abdalla                                                                  | 3:54,74   | Gao Dongxu | 3:56,11     |
| Bieg na 5000 m                         | Musab Alan Ali                                                                                 | 14:34,07  | Makoto Mitsunobu                                                                         | 14:38,99  | Sharwan Kharb                                                                                                   | 14:39,41    |
| Bieg na 10 000 m                       | Hazuma Hattori                                                                                 | 31:10,60  | Sharwan Kharb                                                                            | 31:52,37  | Yaser Salem Bagharab                                                                                            | 32:22,42    |
| Bieg na 110 m przez płotki (99/100 cm) | Taio Kanai                                                                                     | 13,33     | Masahiro Kagimoto                                                                        | 13,51     | Mohammad Amin Barzi Ghamsari                                                                                    | 13,56       |
| Bieg na 400 m przez płotki             | Yu Chia-hsuan                                                                                  | 50,49     | Wang Guozhong                                                                            | 50,61     | Yusuke Sakanashi                                                                                                | 50,76       |
| Bieg na 3000 m z przeszkodami          | Musab Alan Ali                                                                                 | 9:02,80   | Takumi Murashima                                                                         | 9:03,35   | Khalil Naseri                                                                                                   | 9:03,54 NJR |
| Chód na 10 000 m                       | Fumitaka Oikawa                                                                                | 44:08,25  | Lo Po-ying                                                                               | 45:51,62  | Chang Wei-lin                                                                                                   | 46:14,69    |
| Sztafeta 4 x 100 m                     | Japonia · Takayuka Kawakami · Masaharu Mori · Katsumi Hiyohi · Rei Tokuyama                    | 39,49     | Tajlandia · Teerasak Sunthanon · Kacha Sawangyen · Natthawut Chuchuai · Pooriphat Kaijun | 39,74     | Chińskie Tajpej · Cheng Po-yu · Li Hsiang · Huang Shu-wei · Yang Chun-han                                       | 39,91       |
| Sztafeta 4 x 400 m                     | Tajlandia · Jaturong Chimruang · Witthawat Thumcha · Treenate Krittanukulwong · Vitsanu Phosri | 3:08,89   | Iran · Javad Shooryabi · Mohammad Cheshmehzar · Mohammad Sababkar · Sina Rohanimoayed    | 3:09,61   | Katar · Mohammad Nasser Abbas · Abubaker Haydar Abdalla · Khalid Mohammed Al-Shahrani · Mohamed El Nour Mohamed | 3:09,89     |
| Skok wzwyż                             | Bai Jiaxu                                                                                      | 2,10      | Roman Loszkariew                                                                         | 2,08      | Aryan Zarekani                                                                                                  | 2,08        |
| Skok o tyczce                          | Huang Bokai                                                                                    | 5,25      | Park Tae-won                                                                             | 4,90      | Chang Rih-hao                                                                                                   | 4,90        |
| Skok w dal                             | Lin Qing                                                                                       | 7,99      | Chan Ming Tai                                                                            | 7,70 NR   | Shontaro Shiroyama                                                                                              | 7,70        |
| Trójskok                               | Fang Yaoqing                                                                                   | 16,32     | Supot Boonnun                                                                            | 15,59     | Timur Khusnulin                                                                                                 | 15,55       |
| Pchnięcie kulą (6 kg)                  | Shahin Mehrdelan                                                                               | 18,85     | Shahin Jafari                                                                            | 18,64     | Shakti Solanki                                                                                                  | 17,09       |
| Rzut dyskiem (1,75 kg)                 | Mustafa Kazem Dagher                                                                           | 59,35     | Yang Jingkai                                                                             | 57,49     | Mohd Irfan Shamsuddin                                                                                           | 56,07       |
| Rzut młotem (6 kg)                     | Aszraf Amdżad as-Sajfi                                                                         | 79,71     | Ahmed Amgad as-Sajfi                                                                     | 68,90     | Abdurauf Musojew                                                                                                | 68,35       |
| Rzut oszczepem                         | Hsu Shui-chang                                                                                 | 67,24     | Kim Woo-jung                                                                             | 66,15     | Piyasiri Intaprasong                                                                                            | 66,08       |
| Dziesięciobój                          | Wang Chen-yuan                                                                                 | 6566 pkt. | Lien Hung-yu                                                                             | 5920 pkt. | Leung Xavier Anthony                                                                                            | 5687 pkt.   |

### Kobiety
| Konkurencja:                   | 1. miejsce                                                      | Rezultat     | 2. miejsce                                                                                 | Rezultat  | 3. miejsce                                                                    | Rezultat  |
| Bieg na 100 m (Wiatr: + 3 m/s) | Liang Xiaojing                                                  | 11,58        | Yuan Qiqi                                                                                  | 11,64     | Shanti Veronica Pereira                                                       | 11,79     |
| Bieg na 200 m                  | Dutee Chand                                                     | 23,74        | Shanti Veronica Pereira                                                                    | 23,99 NR  | Nigina Sharipova                                                              | 24,24     |
| Bieg na 400 m                  | Siti Nur Afiqah Abdul Razak                                     | 53,93        | Liliya Manasipova                                                                          | 54,11     | Hoàng Thị Ngọc                                                                | 55,36     |
| Bieg na 800 m                  | Ryoko Hirano                                                    | 2:06,75      | Jessy Joseph                                                                               | 2:06,77   | Archana Adhav                                                                 | 2:09,11   |
| Bieg na 1500 m                 | O Song-mi                                                       | 4:28,38      | Xu Shuangshuang                                                                            | 4:28,78   | Ksienija Fajskanowa                                                           | 4:28,91   |
| Bieg na 3000 m                 | Daria Masłowa                                                   | 9:16,23      | Hanami Sekine                                                                              | 9:17,55   | Sanjivani Jadhav                                                              | 9:35,02   |
| Bieg na 5000 m                 | Maki Izumida Daria Masłowa                                      | 16:18,35 NJR |                                                                                            |           | Kim Ji-hyang                                                                  | 16:28,13  |
| Bieg na 100 m przez płotki     | Mako Fukube                                                     | 13,98        | Meghana Shetty                                                                             | 14,09     | Emilia Nova                                                                   | 14,27     |
| Bieg na 400 m przez płotki     | Akiko Ito                                                       | 58,80        | Kawshalya Madushani Edirippulage                                                           | 62,31     | Alvin Tehupeiory                                                              | 62,39     |
| Bieg na 3000 m z przeszkodami  | Nguyễn Thị Oanh                                                 | 10:27,29     | Ju Ok-byol                                                                                 | 10:45,41  | Jang Un-hwa                                                                   | 10:55,51  |
| Chód na 10 000 m               | Kaori Kawazoe                                                   | 50:38,05     | Diana Ajdosowa                                                                             | 51:39,77  | Dana Ajdosowa                                                                 | 52:13,42  |
| Sztafeta 4 x 100 m             | Chiny · Wang Rong · Cui Yanan · Liang Xiaojing · Yuan Qiqi      | 45,34        | Tajlandia · Sirilak Palapha · Parichat Charoensuk · Wanwisa Kongthong · On-Uma Chattha     | 45,89     | Chińskie Tajpej · Chuang Hsin-yu · Lin Yi-Ting · Wang Yu-hsuan · Hu Chia-chen | 45,94     |
| Sztafeta 4 x 400 m             | Indie · Jisha V.V. · Jessy Joseph · Vijaya Kumara · Dutee Chand | 3:40,53      | Tajlandia · Supanich Poolkerd · Nawaporn Saekhow · Chamaiphon Thongsuk · Thanphimon Kaeodi | 3:42,27   | Chińskie Tajpej · Pan Pei-yu · Lin Yen-tong · Lu Yi-hsuan · Lin Yu-chieh      | 3:43,00   |
| Skok wzwyż                     | Wang Lin                                                        | 1,88         | Lee Ching-ching                                                                            | 1,75      | Nadia Anggraini                                                               | 1,72      |
| Skok o tyczce                  | Li Chaoqun                                                      | 4,05         | Yang Yang                                                                                  | 4,00      | Megumi Mizushima                                                              | 3,80      |
| Skok w dal                     | Li Xiaohong                                                     | 6,27         | Wang Rong                                                                                  | 6,15      | Wen Wan-ju                                                                    | 5,89      |
| Trójskok                       | Wang Rong                                                       | 13,64        | Li Xiaohong                                                                                | 13,62     | H.D.V. Lakshani                                                               | 12,87     |
| Pchnięcie kulą                 | Xu Jiaqi                                                        | 16,50        | Wang Ningyue                                                                               | 15,05     | Navjeet Kaur Dhillon                                                          | 14,99     |
| Rzut dyskiem                   | Xie Yuchen                                                      | 55,65        | Navjeet Kaur Dhillon                                                                       | 53,66     | Natsumi Fujimori                                                              | 46,16     |
| Rzut młotem                    | Hung Hsiu-wen                                                   | 56,81        | Panwat Kimsrang                                                                            | 54,66     | Diana Nusupbekowa                                                             | 53,81     |
| Rzut oszczepem                 | Shiori Toma                                                     | 55,75        | Kang Qiyan                                                                                 | 51,97     | Chang Chu                                                                     | 50,45     |
| Siedmiobój                     | Kotchakorn Khamrueangsri                                        | 5290 pkt.    | Swapna Barman                                                                              | 4962 pkt. | Tsao Ya-han                                                                   | 4806 pkt. |